# أرزن دار (مشيز بردسير)
أرزن دار (بالفارسية: ارزن‌دار) هي قرية تقع في إيران في البلدة المركزية.